# Роздорська
Роздорська (в старовину Роздорський юрт, Роздорський городок, в просторіччі Роздори) — станиця в Усть-Донецькому районі Ростовської області, Росія.
Є адміністративним центром Роздорського сільського поселення.

## Географія
Розташована у центральній частині області, за 100 км на північний схід від міста Ростов-на-Дону.

## Археологія
У плейстоцені на території Східної Європи зустрічався великий верблюд Кноблоха (Camelus knoblochi), дуже близький обом сучасним верблюдам. Примітна недавня знахідка чудово збереженого черепа верблюда Кноблоха в околицях станиці Роздорської.
На території станиці виявлено пам'ятки новокам'яної, бронзової та залізної діб та середньовіччя.
Під час археологічних розкопок 1994 року на території заповідника виявлені поховання стародавніх культур: ямної, катакомбної, зрубної, а також салтово-маяцької культур (культура Хозарського каганату). Раніше дослідники виявили болгарське поховання.
Виникнення неолітичної стоянки Роздорська-2 датується останньою чвертю 8 тис. — першою чвертю 7 тис. до Р. Х. У Роздорській-2 виявлено близько 53000 артефактів (понад 40300 з кременю, 10700 з м'яких порід каменю, 1600 з кістки, 100 з кераміки, 20 із стулок молюсків). Кераміка представлена скульптурними зображеннями, геометричною пластикою й фрагментами обмазки, керамічний посуд була відсутня.
Близько станиці Роздорська розташовано неолітичне поселення Раковиний Яр, нижні шари якого датуються другою половиною VII тис. до Р. Х..
У станиці виявлено сліди проживання різних народів, таких як кімерійці, скіфи, сармати, алани, готи, гуни, хозари, половці та татари.

## Історія
Станиця Роздорська вважається першою столицею донського козацтва. Перша згадка про неї зустрічається у 1571 році й пов'язане з проїздом через станицю на Константинополь російського посланця Ішеїна. Його супроводжували з Москви до Азова Ігнатій Кобяков та козацькі отамани Мамин та Яковлєв. До 1622 року станиця була центром Головного Донського війська.
Роздорська станиця відносилася до Першого Донського округу Області війська Донського.
У XIX столітті в станиці бували російська кавалеристка, офіцер Російської Імператорської армії, учасниця Вітчизняної війни 1812 року кавалерист-дівиця Н. А. Дурова, яка стала прототипом Шурочки з «Гусарської балади».
У станиці бували письменники О. С. Серафимович, М. О. Шолохов, В. О. Закруткін і О. В. Калінін.
Тут проходили знімання фільмів «Донська повість», 1964 рік (фільм-драма, поставлений на Ленінградській ордена Леніна кіностудії «Ленфільм» в 1964 році режисером Володимиром Фетіним за мотивами оповідань «Шибалково насіння» і «Родинка» Михайла Шолохова); за творами О. В. Калініна («Циган» та інші) за участю акторів О. Баталов, Н. Мордюкової, В. Дворжецького, Є. Матвєєва, М. Волонтира, К. Лучко та інших.
Художник В. І. Суріков писав з мешканців станиці персонажі картини «Підкорення Сибіру Єрмаком». Художники М. Б. Греков, А. В. Тимофєєв малювали пейзажі околиць станиці.
У 2012 році в станиці відкрили пам'ятник отаману Максиму Власову.

## Населення
| 1959 | 2010 |
| ---- | ---- |
| 2770 | 1805 |

## Пам'ятки
- У станиці розташовані пам'ятки архітектури кінця XIX — початку XX століть. До них належать: козачі курені, флігелі, будинки торгових козаків.

- ДБЗК РВ «Раздорський етнографічний музей-заповідник»[7].
- У приміщенні колишньої Церковно-парафіяльної школи розташовані виставки: «Від найдавніших поселень до козацького містечка»; «Містечко Роздори у XVI—XVII ст.ст.», «Станиця Роздорська у XVIII—XIX сторіч», «Історія пишеться об'єктивом», присвячена подіям німецько-радянської війни.
- У Будинку торгового козака Устинова (1914 р.) влаштовані виставки «Галерея Суріковців» з картинами випускників художньої академії імені Сурікова В. І., «Козацька старина, XIX — початок XX століття» з предметами побуту козаків.
- У Козацькому курені козака Єнкина (кін. XIX ст.) організована виставка «Побут і звичаї роздорських козаків». На виставці представлено інтер'єр козацького куреня служивого козака (початок XX століття).
- У роки радянської влади зруйновано Храм Донської ікони Божої Матері.
- Пам'ятник отаману Війська Донського Максиму Григоровичу Власову.

## Відомі люди
- Лаврухіна Параска Пилипівна — Герой Соціалістичної Праці.